# Adampur
Adampur là một thành phố và là một hội đồng đô thị (municipal council) trong quận Jalandhar trong bang Punjab của Ấn Độ.

## Địa lý
Adampur có vị trí 31°26′B 75°43′Đ / 31,43°B 75,72°Đ Nó có độ cao trung bình là 233 mét (764 foot).

## Cơ cấu dân số
Theo điều tra dân số Ấn Độ năm 2001, Adampur có dân số 16.620. Nam giới chiếm 52% dân số, nữ giới chiếm 48% dân số. Adampur có tỷ lệ biết chữ bình quân 76%, cao hơn mức trung bình 59,5% của toàn quốc. 12% dân số có độ tuổi dưới 6.